# Yesyears - A Retrospective
Yesyears - A Retrospective è un video documentario del gruppo progressive rock britannico Yes pubblicato nel 1991 su videocassetta VHS e, in edizione leggermente più lunga, nel 2003 su DVD-Video.

## Il video
Yesyears - A Retrospective fu pubblicato nel 1991 in concomitanza con l'uscita del quadruplo cofanetto antologico omonimo. Si tratta di un documentario che ripercorre, attraverso le interviste ai membri del gruppo e spezzoni di concerti e videoclip, 20 anni di carriera della band inglese dal 1969 alla fine degli anni ottanta.
Le interviste e i momenti "dietro le quinte" furono realizzate quasi interamente in occasione delle prove generali del grande tour seguito all'uscito dell'album Union, al quale partecipò una formazione allargata degli Yes che comprendeva sia i membri storici (che si erano riuniti qualche anno prima sotto la sigla ABWH) sia quelli della "era Rabin".
Le parti musicali, che si alternano alle interviste, provengono da videoclip, esibizioni televisive, concerti e da film e video già conosciuti (come Yessongs e 9012Live); erano comunque per la maggior parte inedite all'epoca dell'uscita della videocassetta.
Parte del materiale live è stato filmato durante le prove generali prima del concerto al Civic Center di Pensacola il 9 aprile 1991, data inaugurale del Union Tour, e durante il concerto di Denver alla McNichols Sports Arena il 9 maggio dello stesso anno, sul famoso palco circolare girevole che il gruppo aveva già utilizzato alla fine degli anni settanta.
Di particolare interesse sono le interviste ai membri storici del gruppo, che ripercorrono la storia degli Yes spesso con ironia e con una buona dose di tipico humor inglese.
Il video è stato riproposto in una edizione su DVD nel 2003 intitolata semplicemente Yesyears.

## Contenuti
1. Leave It - (titoli di testa, da 9012Live, 1985)
2. Heart Of Sunrise - (prove generali dell'Union Tour, Pensacola, aprile 1991)
3. No Opportunity Necessary, No Experience Needed - (Beat-Club, ARD, Brema, 29 novembre 1969)[2]
4. No Opportunity Necessary, No Experience Needed - (Rock Of The '70s, TV belga, RTB-ORTF, settembre 1970)
5. Astral Traveller - (Rock Of The '70s, TV belga, RTB-ORTF, settembre 1970)
6. The Clap - (da Yessongs, 1972)
7. Yours Is No Disgrace - (Beat-Club, ARD, Brema, 24 aprile 1971)[2]
8. Yours Is No Disgrace - (da Yessongs, 1972)
9. I've Seen All Good People - (da Yessongs, 1972)
10. I've Seen All Good People - (Beat-Club, ARD, Brema, 24 aprile 1971)[2]
11. Excerpts from 'The Six Wives of Henry VIII - (da Yessongs, 1972)
12. Long Distance Runaround - (da Live 1975 at QPR, Old Gray Whistle Test, BBC, Live at Queens Park Rengers Stadium, 10 maggio 1975)[3]
13. Roundabout - (da Yessongs, 1972)
14. Close To The Edge - (da Yessongs, 1972)
15. And You And I - (da Yessongs, 1972)
16. And You And I - (da Live 1975 at QPR, Old Gray Whistle Test, BBC, Live at Queens Park Rengers Stadium, 10 maggio 1975)[3]
17. Siberian Khatru - (The Spectrum Concert, Philadelphia, 21 giugno 1979)[4]
18. King Crimson, Easy Money (promo, 1973)
19. Ritual - (da Live 1975 at QPR, Old Gray Whistle Test, BBC, Live at Queens Park Rengers Stadium, 10 maggio 1975)[3]
20. Moraz Solo - (da Live 1975 at QPR, Old Gray Whistle Test, BBC, Live at Queens Park Rengers Stadium, 10 maggio 1975)[3]
21. Chris Squire, Hold Out Your Hand - (videoclip, 1975)
22. Steve Howe, Beginnings - (videoclip, 1975)
23. Steve Howe, Ram - (videoclip, 1975)
24. Alan White, Silly Woman - (videoclip, 1976)
25. Sweet Dreams - (da Live 1975 at QPR, Old Gray Whistle Test, BBC, Live at Queens Park Rengers Stadium, 10 maggio 1975)[3]
26. Wonderous Stories  - (1977)
27. Parallels - (sessioni di registrazione di Going for the One, Montreux, 1976)
28. Going For The One - (sessioni di registrazione di Going for the One, Montreux, 1976)
29. Turn Of The Century  - (sessioni di registrazione di Going for the One, Montreux, 1976)
30. Awaken  - (Sessioni di registrazione di Going for the One, Montreux, 1976)
31. Going For The One - (live 1977)
32. Vevey - (febbraio 1978)
33. On The Silent Wlngs Of Freedom (sessioni di registrazione di Tormato, 1978)
34. Tempus Fugit - (videoclip, 1980)
35. Into The Lens - (videoclip, 1980)
36. Owner Of A Lonely Heart - (videoclip, 1983)
37. Changes - (da 9012Live, 1985)
38. City Of Love - (da 9012Live, 1985)
39. Hold On - (da 9012Live, 1985)
40. Love Will Find A Way - (videoclip, 1987)
41. Trevor Rabin, Something To Hold On To (videoclip, 1989)
42. Solly's Beard - (prove generali dell'Union Tour, Pensacola, aprile 1991)
43. Awaken - (Union Tour, Denver, 9 maggio 1991)[1]
44. Rhythm Of Love - (prove generali dell'Union Tour, Pensacola, aprile 1991)
45. The Ancient - (prove generali dell'Union Tour, Pensacola, aprile 1991)
46. Heart Of Sunrise - (prove generali dell'Union Tour, Pensacola, aprile 1991)
47. Shock To The System - (Union Tour, Denver, 9 maggio 1991)[1]
48. South Side Of The Sky - (titoli di coda, da Fragile)

## Formazione
I videoclip e gli spezzoni di concerti che appaiono nel documentario sono stati realizzati con la formazione degli Yes dell'epoca in cui sono stati girati, in tutto l'arco temporale che va dal 1969 al 1991. Le interviste e i brani dal vivo del 1991 sono stati realizzati con la formazione a 8 che ha partecipato all'album Union e al successivo tour.

### Interviste eUnion Tour
- Jon Anderson - voce
- Bill Bruford - batteria
- Steve Howe - chitarra, voce
- Tony Kaye - tastiere
- Trevor Rabin - chitarra, voce
- Chris Squire - basso, voce
- Rick Wakeman - tastiere
- Alan White - batteria

### Altri brani
- Peter Banks - chitarra
- Patrick Moraz - tastiere
- Trevor Horn - voce
- Geoff Downes - tastiere